# Muhr und Bender

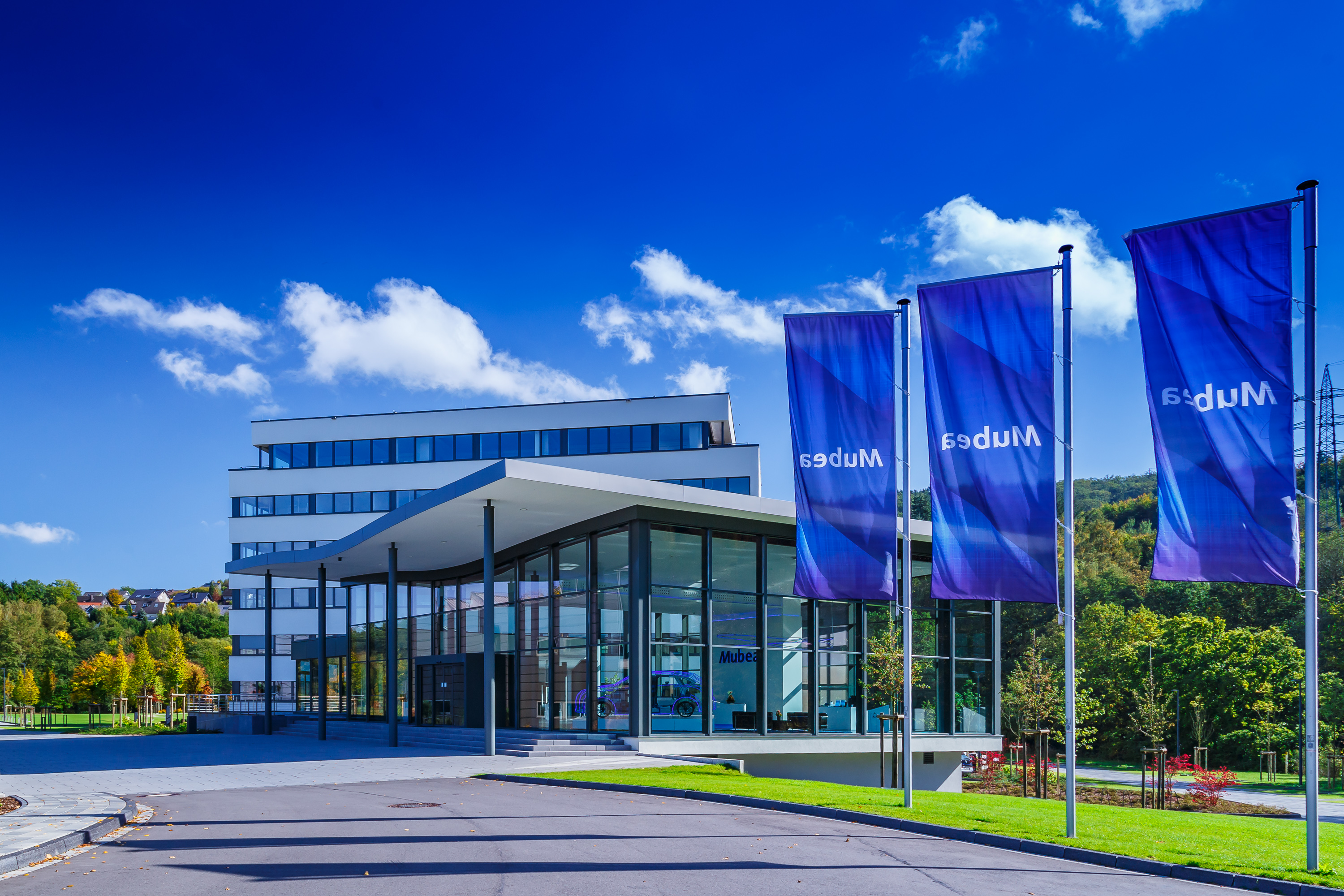
Mubea Hauptverwaltung in Attendorn

Die Mubea Unternehmensgruppe mit Hauptsitz in Attendorn (Deutschland) ist ein Leichtbauspezialist für Automobil- und Luftfahrtkomponenten sowie die Mikromobilität und erwirtschaftete 2024 einen Umsatz von ca. 3,6 Mrd. Euro.
Das 1916 gegründete Unternehmen Mubea beschäftigt 17.500 Mitarbeitende an 58 Standorten in 22 Ländern und ist weltweiter Marktführer für Automobilkomponenten. Das inhabergeführte Familienunternehmen konzentriert sich insbesondere auf die Entwicklung und Produktion von wirtschaftlichen Leichtbauteilen aus neuen Werkstoffen.

## Geschichte
Josef Muhr und sein gleichnamiger Sohn legten mit der Unternehmensgründung in Attendorn am 1. August 1916 den Grundstein für die heutige Mubea Unternehmensgruppe. Nach dem Einstieg der Familie Bender wurde 1931 das Markenzeichen Mubea, das sich aus den Anfangsbuchstaben der Inhaberfamilien und des Firmensitzes Attendorn zusammensetzt, etabliert. 1960 expandierte das Unternehmen nach Daaden, wo das erste Zweigwerk mit zunächst 25 Mitarbeitern entsteht. Damals wurden neben Federn auch noch zahlreiche weitere Produkte wie Konservenglasbügel und Metallflaschenöffner gefertigt. Erst in der dritten Generation unter Geschäftsführer Karl-Heinz Muhr wurde der Fokus zunehmend auf die Automobilindustrie gelegt.
Der erste Standort in den USA wurde 1981 in Florence (Kentucky) eröffnet. Die internationale Expansion setzte sich in den folgenden Jahrzehnten fort, auch unter der vierten Generation, die 1994 in Person von Thomas Muhr in das Unternehmen einstieg. 1994 kam etwa ein Werk in Tschechien, seit 2004 ist Mubea auch in China vertreten. Im selben Jahr wird am Stammsitz in Attendorn ein neues Kaltwalzwerk für Tailor Rolled Blanks eröffnet.
Seit Beginn 2011 gehört auch die Firma Carbo Tech, ein Hersteller von Verbundwerkstoff-Komponenten in den Bereichen Rennsport und Automobil, zur Mubea Unternehmensgruppe. 2018 lieferte Mubea die erste Serien-Blattzugfeder aus glasfaserverstärktem Kunststoff (GFK) aus. Mit diesen beiden neuen Werkstoffen setzt das Unternehmen damit einen wichtigen Meilenstein zur Erweiterung seiner Leichtbautechnologien.
2018 hat die Mubea Unternehmensgruppe zudem die Flamm-Gruppe übernommen. Daraus entstand der neue Geschäftsbereich Aviation mit Werken in Deutschland und der Türkei. Anfang 2024 wurde dieser Geschäftsbereich durch die Übernahme der Aktivitäten von RUAG Aerostructures Deutschland & Ungarn sowie des Unternehmens Cyclone Manufacturing Inc. mit Standorten in Kanada und Polen ausgebaut.
Anfang Juni 2020 gab Mubea bekannt, 49 Prozent der Anteile am Entwicklungsdienstleister Csi Entwicklungstechnik übernehmen zu wollen. Mubea stellt künftig den Vorsitz eines neu geschaffenen Beirats von Csi. Seit dem 1. Januar 2024 ist Mubea alleiniger Eigentümer des Entwicklungsdienstleisters mit 600 Mitarbeitenden an 9 deutschen Standorten. Damit positioniert sich das Unternehmen noch stärker als strategischer Entwicklungspartner der Automobilindustrie.
Neben der Automobil- und Luftfahrtindustrie ist Mubea auch im Bereich der Mikromobilität aktiv. Seit 2021 bietet das Unternehmen ein eigenes E-Cargo, das auf der IAA 2021 Weltpremiere feierte. Mit der Übernahme von Citkar im Jahr 2023 baut Mubea das Leistungsangebot für Fahrzeuge der letzten Meile weiter aus und verkauft seit Juni 2024 einen eigenen E-Scooter.
Der Umsatz des Unternehmens wuchs in den ersten Jahren des 21. Jahrhunderts erheblich, von 370 Millionen Euro im Jahr 2000 über 930 Millionen Euro im Jahr 2010 auf 3,6 Milliarden Euro im Jahr 2024.

## Produkte

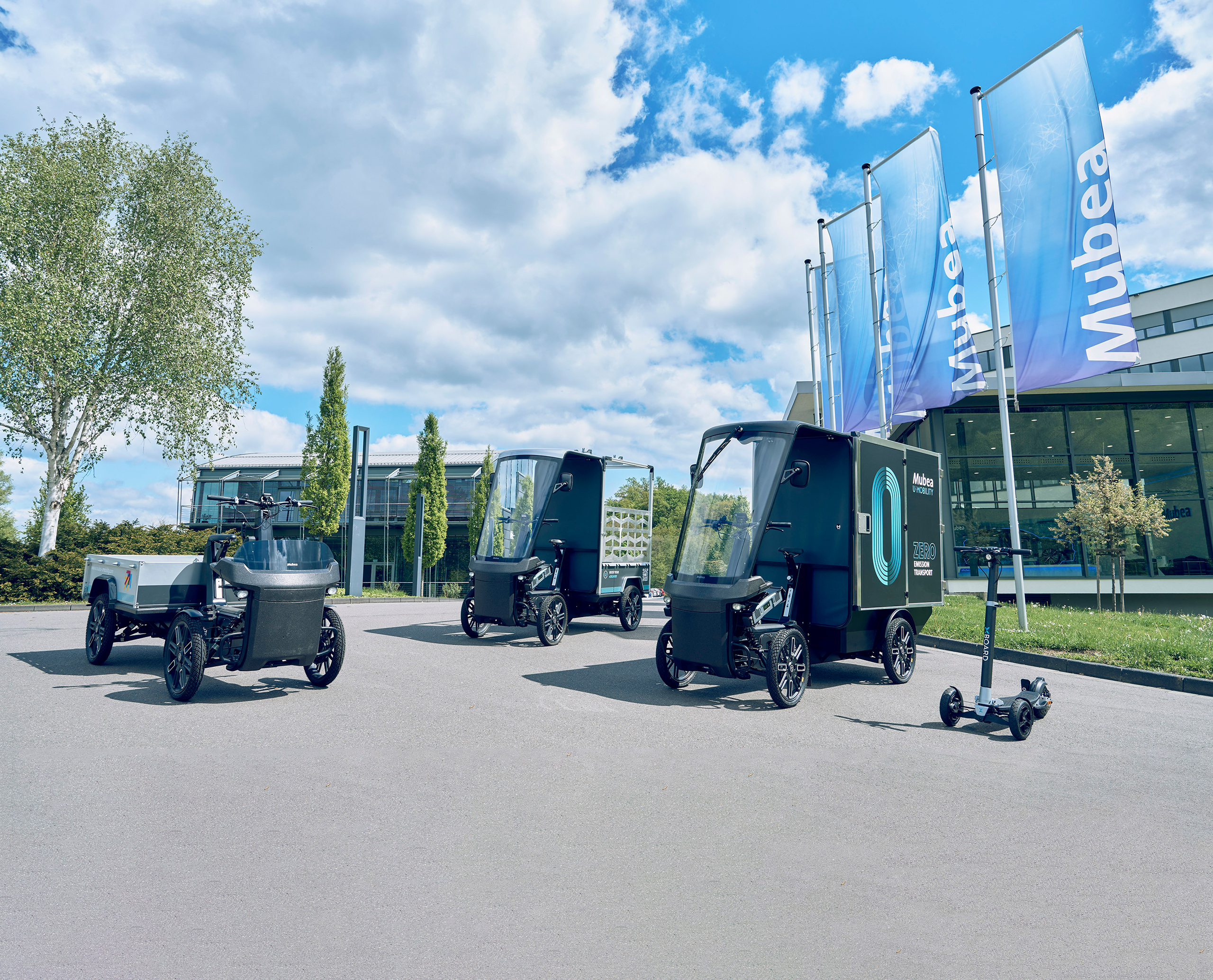
Mubea Cargo

Zum Produktspektrum zählen u. a. Fahrwerkskomponenten wie Achsfedern, Stabilisatoren, Faserverbundfedern und Präzisionsstahlrohre sowie Motorkomponenten wie auch Ventilfedern, automatische Riemenspannsysteme und Federbandschellen, aber auch Getriebekomponenten wie Antriebswellen und Getriebetellerfedern. Ein weiterer Bereich sind die von Mubea entwickelten Tailor Rolled Blanks, die in den unterschiedlichsten Anwendungsformen zu Gewichtseinsparungen am Fahrzeug führen. Mubea Aerostructures entwickelt und fertigt zudem Komponenten und Baugruppen für die Luftfahrt- und Haushaltsgeräteindustrie.
Mit dem E-Cargo und E-Scooter erweitert Mubea das Produktspektrum um Fahrzeuge für die letzte Meile.

## Stiftung
Im Rahmen des 100-jährigen Firmenjubiläum 2016 wurde die Mubea-hilft-Stiftung mit einem Gesamtstiftungskapital von 1 Million Euro gegründet. Durch die Spenden von Mitarbeitenden und des Unternehmens werden lokale und globale Hilfsprojekte langfristig unterstützt.